# La Libertad, Huehuetenango
La Libertad är en kommunhuvudort i Guatemala.   Den ligger i departementet Departamento de Huehuetenango, i den västra delen av landet, 170 km nordväst om huvudstaden Guatemala City. La Libertad ligger 1 661 meter över havet och antalet invånare är 6 439.
Terrängen runt La Libertad är mycket bergig. Runt La Libertad är det ganska tätbefolkat, med 199 invånare per kvadratkilometer. La Libertad är det största samhället i trakten. I omgivningarna runt La Libertad växer i huvudsak blandskog.